# Muhammad Baraka
Muhammad Baraka (hebrejsky: מוחמד ברכה, arabsky: محمد بركة) je izraelský politik a poslanec Knesetu za stranu Chadaš.

## Biografie
Narodil se 25. července 1955. Bydlí ve městě Šfar'am. Je ženatý, má tři děti. Studoval matematiku na Telavivské univerzitě. Hovoří anglicky a arabsky.

## Politická dráha
Už během studií na Telavivské univerzitě byl předsedou výboru arabských studentů, později předsedou celostátní organizace arabských studentů. Angažoval se v židovsko-arabských organizacích a stal se členem výboru izraelské komunistické strany. Později se stal generálním tajemníkem a předsedou strany Chadaš. Působí ve vedení deníku al-Itihad a ve vedení organizace Central International Council for Peace in the Middle East.
Do Knesetu nastoupil po volbách roku 1999, ve kterých kandidoval za stranu Chadaš. V letech 1999–2003 působil v parlamentním finančním výboru, ve výboru House Committee a ve výboru pro drogy. Mandát obhájil ve volbách roku 2003. Ve funkčním období 2003–2006 zasedal ve finančním výboru, ve výboru pro vzdělávání, kulturu a sport, výboru pro drogy a výboru pro televizi a rozhlas. Byl pak opětovně zvolen do Knesetu i ve volbách roku 2006. V letech 2006–2009 byl členem výboru finančního, výboru petičního a výboru House Committee. Znovu zasedl v parlamentu i po volbách roku 2009. Byl pak předsedou výboru pro drogy a členem výboru pro vzdělávání, kulturu a sport.
V letech 1999–2006 zastával funkci předsedy poslaneckého klubu strany Chadaš. V letech 2003–2009 byl místopředsedou Knesetu. Ve volbách v roce 2013 byl zvolen do následujícího funkčního období poslance.